# 염용석
염용석(1971년 10월 11일 ~ )은 대한민국의 SBS 공채 아나운서이다.

## 학력
- 인하대학교 대학원 언론정보학과 석사과정
- 인하대학교 체육교육과 학사
- 인하대학교 사범대학 부속고등학교 졸업

## 경력
- 1996년 SBS 공채 아나운서
- SBS 아나운서팀 부장
- 2017년 2월 ~ 2019년 2월 한국아나운서연합회 제17대 회장

## 가족
- 배우자 : 정유진 (1973)
- 아들 : 염준혁 (2003)
- 딸 : 염준희 (2006)

## 출연작
- 2000 ~ 2003 SBS 오늘의 스포츠
- 2003 ~ 2007 SBS 스포츠 와이드
- 2007 ~ 2009, 2012 ~ 2018 나이트라인 스포츠
- 2008 ~ 2012 SBS 스포츠뉴스
- 2012 ~ 2013 스타 주니어쇼 붕어빵
- 2019 SBS 생활경제
- 2020 SBS 뉴스 (1010)
- 2020 ~ 현재 SBS 12 뉴스